# Via Santo Stefano
Via Santo Stefano (precedentemente nota come Strada Santo Stefano, Stra San Stêven in bolognese) è una strada del centro storico di Bologna che collega le Torri di Bologna a Porta Santo Stefano e ai Giardini Margherita.
Essa prende il nome dell'antico complesso abbaziale sito nella piazza, con il quale contribuisce a dar nome all'omonimo quartiere.

## Storia
Il tratto viene menzionato per la prima volta con il suo odonimo attuale in un rogito del 1199, in qualità di ubicazione della Chiesa di San Giuliano, sebbene sia verosimile che fosse conosciuta con tale appellativo da ben prima di tale data.
All'inizio del XIX secolo, in piena epoca napoleonica, si decise di preservare la denominazione antica, analogamente a quanto sarebbe avvenuto alla fine del secolo con la proclamazione del Regno d'Italia (nonostante si fosse dibattuto sull'opportunità di ribattezzarla "Via Ulisse Aldrovandi", in onore del naturalista cinquecentesco bolognese).

## Trasporti
In ragione della sua estensione (circa 1,7 km), sulla via sono presenti diverse fermate del trasporto pubblico locale su gomma gestito da TPER (4).